# Hash and Havoc
Hash and Havoc è un cortometraggio muto del 1916 diretto da Lawrence Semon (Larry Semon).

## Produzione
Il film fu prodotto dalla Vitagraph Company of America.

## Distribuzione
Distribuito dalla General Film Company, il film - un cortometraggio in una bobina presentato da Albert E. Smith - uscì nelle sale cinematografiche statunitensi il 4 dicembre 1916. Ne venne fatta una riedizione distribuita sul mercato americano il 19 aprile 1920.